# Anneli

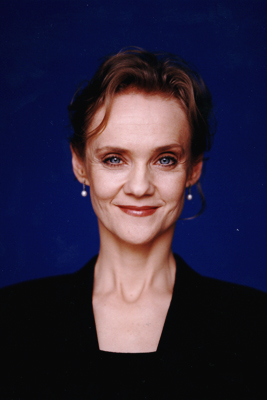
Anneli Alhanko

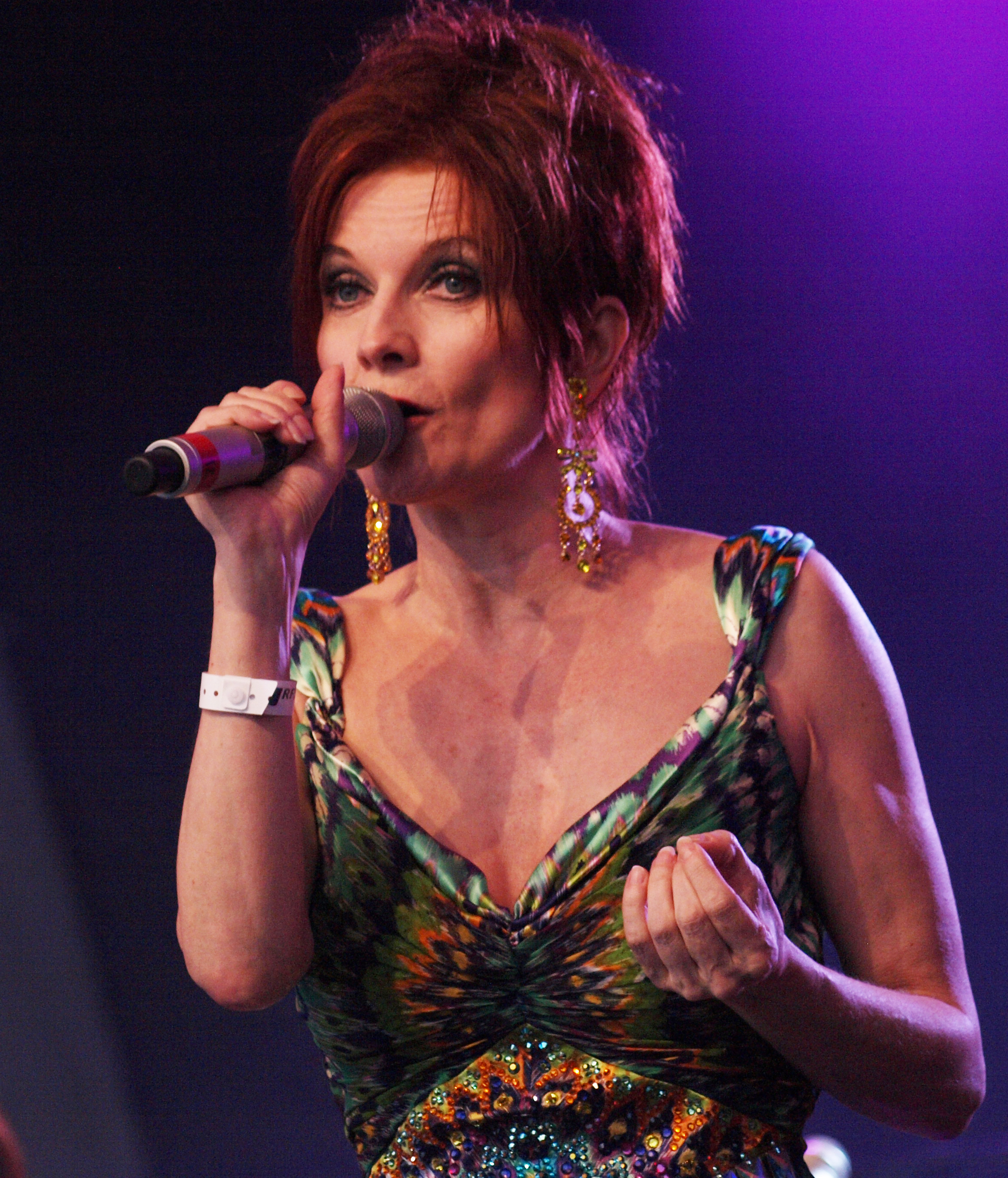
Anne-Lie Rydé

Kvinnonamnet Anneli eller Annelie är en smekform av Anna, Anneliese eller Anne-Louise. Namnet har förekommit i Sverige sedan början av 1800-talet.
Namnet kan även stavas med bindestreck Anne-Li eller Anne-Lie. En kortform är Liie. 
Den 31 december 2014 fanns det totalt 38 363 kvinnor folkbokförda i Sverige med namnet Anneli eller Annelie, varav 23 630 bar det som tilltalsnamn.
Namnet är betydligt vanligare i Finland, där det har 143 275 bärare. Så sent som 2003 fick 247 flickor namnet Anneli.[källa behövs]
Namnsdag i Sverige: 21 april, (1986-1992: 4 februari). I den finlandssvenska namnsdagslängden har Anneli namnsdag 9 december sedan 1989.

## Personer med namnet Anneli/Annelie
- Annelie Alexandersson, svensk dansare och skådespelerska
- Anneli Alhanko, sverigefinsk ballerina
- Anneli Andelén, svensk fotbollsspelare
- Anneli Drecker, norsk sångerska
- Annelie Enochson, svensk politiker (kd)
- Annelie Ehrhardt, tysk friidrottare
- Annelie Hedin, svensk skådespelerska
- Anneli Heed, svensk ståuppkomiker
- Anneli Hulthén, politiker (s), landshövding i Skåne län
- Anneli Jordahl, svensk författare
- Anneli Jäätteenmäki, finländsk politiker, statsminister 2003
- Annelie Karlsson, svensk politiker (s)
- Anne-Lie Kinnunen, svensk sångerska och skådespelerska
- Anneli Magnusson, svensk popsångerska med artistnamnet Pandora
- Anneli Martini, svensk skådespelerska
- Anne-Li Norberg, svensk skådespelerska
- Annelie Pompe, svensk fridykare
- Anne-Lie Rydé, svensk sångerska
- Anneli Saaristo, finländsk sångerska och skådespelerska
- Anneli Sauli, finländsk skådespelerska
- Anneli Särnblad, svensk politiker (s)
- Anneli Taina, finländsk politiker